# Казбек (папиросы)
«Казбе́к» — марка советских папирос. Выпускались на фабрике «Ява», на ленинградском предприятии «Табактрест» и Бийской табачной фабрике. В СССР сталинского периода долгое время являлся одним из символов престижного потребления и высокого уровня жизни курящего эти папиросы, принадлежности к высшим слоям общества, т. к. стоил «Казбек» в несколько раз дороже других папирос (42—50 руб за пачку при нормированной госцене 6 руб. 50 коп., по которой его невозможно было купить) и продавался исключительно в коммерческих магазинах и спецраспределителях для партноменклатуры. Там, где табачное довольствие не продавалось, а распределялось — в военных и силовых структурах, «Казбек» могли себе позволить только сотрудники НКВД и СМЕРШ. Поскольку писать о существовании в советском обществе классового неравенства и вообще каких-либо социальных классов в советское время было немыслимо, принадлежность того или иного человека к господствующему классу или низшим классам фиксировалась упоминанием марки курившихся им папирос. Автор дизайна пачки папирос, художник Роберт Граббе, хотел угодить Сталину, создав в 1930-е годы рисунок, напоминавший советскому вождю о его родине. Сталин лично одобрил папиросы к производству и утвердил рисунок на пачке.

## Описание
«Казбек» относится к папиросам высшего сорта № 3, изготовленным из смеси табаков Самсун Закавказский или Среднеазиатский, Дюбек южнобережный или Среднеазиатский и Остроконец. Среди этих табаков 30 % второго товарного сорта, 20 % третьего сорта «А», 50 % скелетных табаков любых типов, кроме Воронежского (40 % второго сорта и 10 % третьего сорта «А»). Обладают приятным ароматом и повышенной крепостью. Создатель рецептуры — табачный мастер В. И. Иоаниди.
Размеры папиросы в мм: диаметр 8,8, длина курки 32, мундштука 60 и 50.
Выпускались в традиционной для папирос наглухо закрытой пачке по 25 штук или в картонной коробке с откидывающейся крышкой.

## В культуре
" Эта марка папирос упоминается в песне «Шаланды, полные кефали» (слова В. Г. Агатова, музыка Н. В. Богословского) из советского кинофильма «Два бойца»:
«В ответ, открыв „Казбека“ пачку,

Сказал ей Костя с холодком..»
В биографическом очерке, посвящённом автору слов, данный эпизод рассматривался как малодостоверный: герой песни, одессит, скорее всего, курил не «Казбек», а местные папиросы «Сальве»..

- В «Дорожных стихах» Константина Симонова (1939) даже называется цена пачки этих папирос:

«На чёрном скакуне во весь опор

Летит джигит за три пятнадцать».
- В поэме «Василий Тёркин» Александра Твардовского папиросы «Казбек» упоминаются дважды («Я б не стал курить махорку,// А достал бы я „Казбек“» и «При девчонках на вечёрке// Помышлял курить „Казбек“»).
- В рассказе Виктора Драгунского «Одна капля убивает лошадь» папиросы «Казбек» курил отец главного персонажа Дениса Кораблёва.
- Марка папирос упоминается также в фильме «Пачка Казбека», сценарий которого связан с курением героями именно этих папирос.
- В шпионском фильме «Тайна двух океанов» Карцев, старший лейтенант госбезопасности (роль исполняет Павел Луспекаев), чтобы вскрыть шпионскую сеть, предлагает «Казбек» работнице гостиницы «Интурист».
- В монопьесе «Зависть» персонаж Аркадия Райкина, завхоз Лызин, упоминает разные марки папирос, в том числе «Казбек», который курит один из его начальников (в то время как сам он курит «Беломор»). Далее Лызин мечтает о том, как после очередного повышения по службе поедет «в мягком вагоне» «на этот самый Казбек», где, подобно персонажу на пачке, будет ездить на вороном коне.
- В песне Владимира Высоцкого «Случай в ресторане» (1966) есть такой диалог: «Извините, „Казбек“ не курю.// Ладно, выпей, давай-ка посуду!»
- Папиросы «Казбек» упоминаются в романе Ивана Ефремова «Лезвие бритвы» «Испытание тьмой? Что это? — Русский достал странные длинные папиросы с черным всадником на твердой коробке, предложил Рамамурти и шоферу. Даярам отказался, а сикх осторожно принял свою и, закурив, впервые улыбнулся, поддаваясь дружеской, почти нежной внимательности геолога из дальней северной страны».